# Batalhão Roland
O Batalhão Roland (em alemão: Batallion Ukrainische Gruppe Roland), oficialmente conhecido como Grupo Especial Roland, era a sub-unidade sob o comando da unidade de operações especiais da Abwehr Lehrregiment "Brandenburg" z.b.V. 800. Juntamente com o Batalhão Nachtigall, foi uma das duas unidades militares formadas em 25 de fevereiro de 1941 pelo chefe da Abwehr Wilhelm Franz Canaris, que sancionou a criação da "Legião Ucraniana" sob o comando alemão. Era formada principalmente por cidadãos de etnia ucraniana da Polônia ocupada, dirigida à unidade pelas ordens da Bandera.
Na Alemanha, em novembro de 1941, o pessoal ucraniano da Legião foi reorganizado no 201º Batalhão Schutzmannschaft. Contou com 650 pessoas que durante um ano serviram na Bielorrússia antes do batalhão ser desfeito.

## Formação
Antes da Operação Barbarossa, a Organização dos Nacionalistas Ucranianos (OUN) colaborou ativamente com a Alemanha nazista. De acordo com a Academia Nacional de Ciências da Ucrânia e outras fontes, o líder do OUN-B, Stepan Bandera, manteve encontros com os chefes dos serviços secretos da Alemanha, relativamente à formação dos batalhões "Nachtigall" e "Roland". Em 25 de fevereiro de 1941, o chefe do Abwehr, Wilhelm Franz Canaris, sancionou a criação da "Legião Ucraniana" sob o comando alemão. A unidade seria formada por 800 pessoas. Roman Shukhevych tornou-se comandante da Legião do lado do OUN-B. O OUN esperava que a unidade se tornasse o núcleo do futuro exército ucraniano. Na primavera, o OUN recebeu 2,5 milhões de marcos para atividades subversivas contra a URSS.
Na primavera de 1941, a Legião foi reorganizada em duas unidades. Uma das unidades ficou conhecida como Batalhão Nachtigall, a outra tornou-se o Batalhão Roland, e o restante foi imediatamente enviado para a União Soviética para sabotar a retaguarda do Exército Vermelho. O Batalhão foi criado pela Abwehr e organizado por Richard Yary do OUN (b) em março de 1941, antes da invasão alemã à União Soviética. Aproximadamente 350 seguidores de Bandera foram treinados no centro de treinamento de Abwehr em Seibersdorf sob o comando do ex-major do Exército da Polônia, Yevhen Pobiguschiy.
Em comparação com Nachtigall - que usava uniforme ordinário da Wehrmacht, o Roland Battalion foi equipado com o uniforme da Checoslováquia com uma braçadeira amarela com o texto "Im Dienst der Deutschen Wehrmacht" (A serviço da Wehrmacht alemã). Eles receberam capacetes austríacos da Primeira Guerra Mundial. O Batalhão tinha armas consistindo de 2 metralhadoras leves tchecoslovacas e armas leves alemãs.

## História operacional
O Batalhão de Roland mudou-se para a fronteira soviética da Romênia em 15 de junho de 1941 e ficou sob o comando do Grupo Sul do Exército. Em 27 de junho de 1941, eles colocaram sob o comando do 11º Exército alemão com a tarefa de mover-se na direção Campulung Moldovenesc - Gura Humorului - Suceava-Botoşani com as tarefas de limpar corredores rodoviários e de transporte, organizando grupos de guarda ucraniana, guardando transporte de alimentos , ajudando na evacuação de prisioneiros de guerra e guardando objetivos estratégicos. Em 30 de junho de 1941, a Abwehr recebeu uma ordem para impedir que a unidade tomasse qualquer ação militar, e foi realizada em Frumusola. A partir de 28 de julho o Batalhão foi direcionado para a linha de frente cruzou o Dniester em Dubossari e seguiu para Odessa.

## Dissolução
Em 10 de agosto de 1941, o Comando do 11º Exército recebeu um telegrama de Abwehr: "Após consultas com o Reichsminister dos territórios ocupados do Oriente, a organização de Roland deveria ser excluída da campanha por motivos políticos". Em 14 de agosto, o batalhão foi recolhido. Os 50 do pessoal de Roland permaneceram como tradutores nas administrações ocupacionais estabelecidas do Reich. Eles foram restringidos, no entanto, da atividade política, e depois de 30 dias, todos eles foram dispensados do dever. O resto do batalhão retornou a Focşani em 26 de agosto de 1941. Suas armas foram tomadas enquanto viajavam; eles foram transportados para a cidade de Mayerling, perto de Viena, e suas armas voltaram para eles.